# Juan Pablo Adame Alemán
Juan Pablo Adame Alemán (Cuernavaca, Morelos, 12 de septiembre de 1985-5 de diciembre de 2023) fue un internacionalista y político mexicano, miembro del Partido Acción Nacional (PAN). Fue senador en septiembre de 2023 y diputado federal (2012-2015).

## Biografía
Fue licenciado en Relaciones Internacionales por el Instituto Tecnológico y de Estudios Superiores de Monterrey, Campus Ciudad de México y maestro en Gobierno y Políticas Públicas. En el ITESM campus Ciudad de México fue tesorero, vicepresidente y presidente de la Sociedad de Alumnos.

### Trayectoria
Miembro del PAN desde 2006, fue coordinador de formación de jóvenes y coordinador general de la Secretaría Estatal del PAN en Cuernavaca, así como capacitador nacional. De 2006 a 2009 fue encargado de las relaciones internacionales del grupo parlamentario del PAN en la LX Legislatura de la Cámara de Diputados y de 2009 a 2012 fue consejero en la comisión de Juventud y Deporte de la LXI Legislatura, ambas en la Cámara de Diputados. En 2010 fue candidato a la secretaria nacional de Acción Juvenil, pero no logró el triunfo.

### Vida política
En 2012 fue elegido diputado federal por la vía de la representación proporcional a la LXII Legislatura que concluyó en 2015 y en la que fue presidente de la comisión de Agenda Digital y Tecnologías de la Información; secretario de la comisión de Ciencia y Tecnología; e integrante de las comisiones de Comunicaciones; de Defensa Nacional; de Juventud; de Relaciones Exteriores; y, la Bicamaral del Canal de Televisión del Congreso de la Unión; así como secretario de la Mesa Directiva.
Fue hijo de Marco Adame Castillo, gobernador de Morelos de 2006 a 2012, senador y diputado federal. En 2018 fue elegido Senador suplente por Lista Nacional, siendo senador propietario Miguel Ángel Mancera y correspondiente a las Legislaturas LXIV y LXV que concluirán en 2024.
En abril de 2022 hizo de conocimiento público que padecía cáncer; como consecuencia de ello, el 5 de septiembre de 2023 Miguel Ángel Mancera anunció que solicitaría licencia al senado al día siguiente, con el fin de Adame fuera convocado y se convirtiera en Senador. El 6 de septiembre se aprobó la licencia de Mancera y Adame rindió protesta como senador, y anunció que presentaria una iniciativa para que el Estado otorgue un apoyo específico a las familias que tienen un paciente enfermo de cáncer.
A consecuencia de dicho cáncer, falleció el día 5 de diciembre de 2023.